# The Adventures of Pinocchio
The Adventures of Pinocchio (título original en inglés; en español, Las aventuras de Pinocho) es una ópera en dos actos con música de Jonathan Dove y libreto de Alasdair Middleton, basada en la novela homónima, de Carlo Collodi. Narra la creación de la marioneta de madera "Pinocchio" y algunas de sus aventuras para convertirse en un niño de verdad. Fue un encargo de la Opera North con el Teatro de Sadler's Wells, y la producción original se estrenó en el Grand Theatre de Leeds el 21 de diciembre del 2007. 
En las estadísticas de Operabase aparece con seis representaciones en el período 2005-2010, siendo la primera y más representada de Jonathan Dove.

## Personajes
| Personaje                           | Tesitura     | Reparto del estreno, 21 de diciembre de 2007 |
| ----------------------------------- | ------------ | -------------------------------------------- |
| Pinocchio "Pinocho"                 | mezzosoprano | Victoria Simmonds                            |
| Blue Fairy "Hada azul"              | soprano      | Mary Plazas                                  |
| Mister Geppetto                     | barítono     | Jonathan Summers                             |
| Cricket / Parrot ("Grillo"/ "Loro") | soprano      |                                              |
| Cat ("Gato")                        | tenor        |                                              |
| Fox / Coachman ("Zorro"/ "Cochero") | contratenor  |                                              |